# Maarten van der Duin

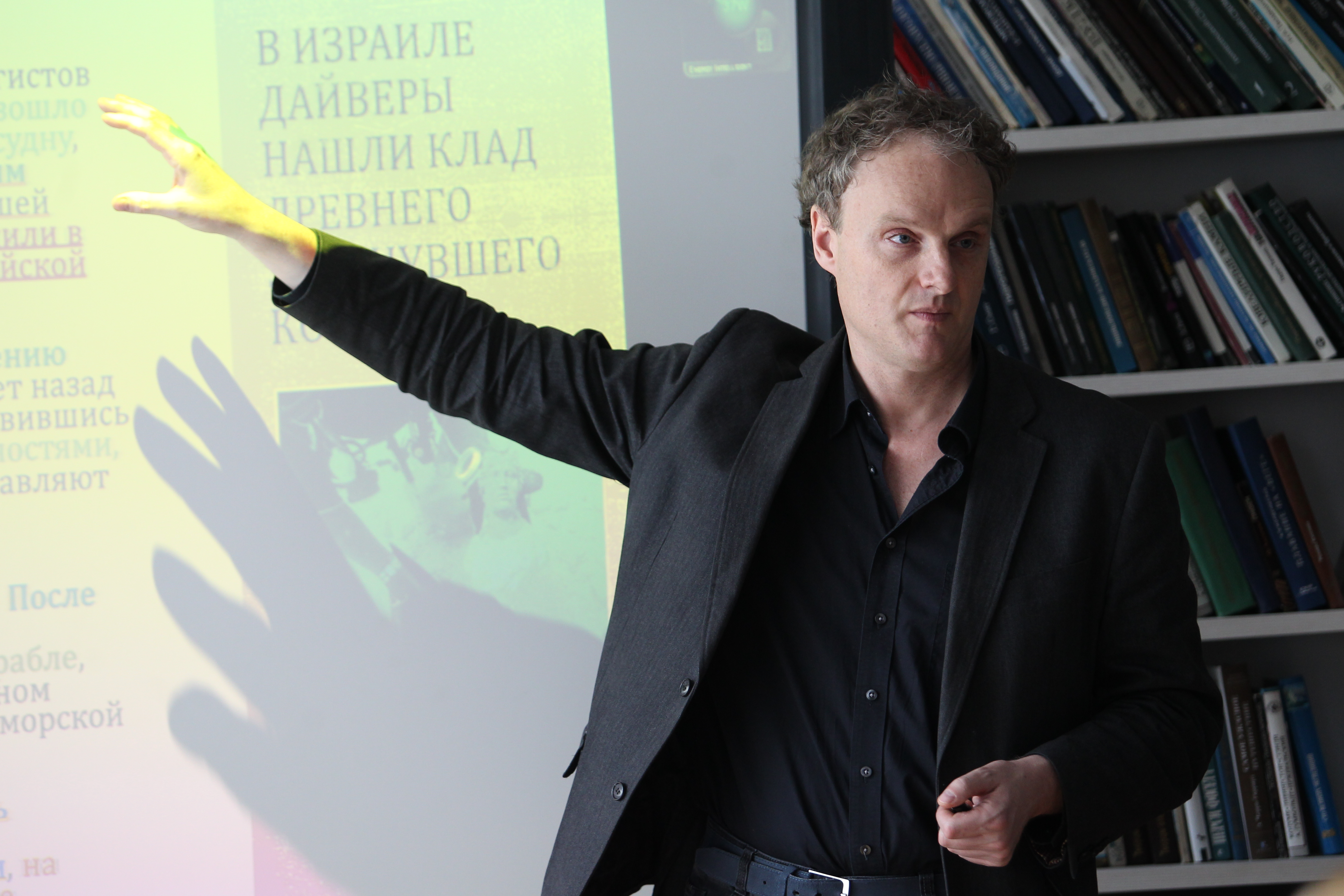

Maarten van der Duin (* 9. Januar 1967 in Utrecht) ist ein niederländischer Drehbuchautor, Filmregisseur und Dramatiker.

## Leben
Am Sint-Oelbertgymnasium begann der Niederländer als Autor und Fernsehdarsteller beim Jugendtheater seine Karriere. Von 1985 bis 1991 studierte er Slawisch-Russlandkunde an der Universität in Leiden und absolvierte eine Regie- und Schauspielausbildung. Von 1991 bis 1992 studierte van der Duin Theaterkunst an einer Universität in Moskau.
Nach einigen Regie-, Inszenierungs- und Figurenarbeiten während seines Studiums begann er 1997 als Produzent eines Festivals russischer, klassischer, arbeitender Werke in einem kleinen Theater in London, dem King Head Theatre. 
1998 kehrte van der Duin in die Niederlande zurück und war über mehrere Jahre in verschiedenen Funktionen tätig, unter anderem am Ausbildungsinstitut DJI des Justizministeriums.

## Filmografie
- 2001–2002: Westenwind[2]
- 2001–2004: Roser Duft & Wodka Lime
- 2002: Trauma 24/7 (Format & Drehbuch, 24 Episoden)
- 2004–2005: Das Glashaus
- 2006–2008: Vermisst ohne Spuren (10 Episoden, Drehbuch 1 Episode)
- 2007: Sportlets
- 2008–2009: Das Uhrenhaus
- 2009: Coops Maastricht (Drehbuch, 3 Episoden)
- 2009–2010: 13 im Krieg[1][3]
- 2010–2011: The Slavery Junior (Drehbuch, 6 Episoden)
- 2012: Mörderin[4]
- 2014: 14 – Tagebücher des Ersten Weltkriegs
- 2019: Der Krieg und Ich (Drehbuch, 8 Folgen)